# Massin Ait Bouziad
Massin Ait Bouziad (født 24. maj 1995) er en dansk atlet med algierske rødder medlem af Sparta Atletik.
Massin Ait Bouziad vandt 2015 DM-titlen syvkamp indendørs med personlig rekord 5036 point, 84 point foran Oliver R. Kjeldsen. Med sine kun 19 år (fylder 20 i maj) er Massin Ait Bouziad den yngste mester i den indendørs syvkamp, siden Lars Warming som 18-årig vandt titlen i 1982.

## Danske mesterskaber
- Guld 2015 Trespring 14,59
- Bronze 2015 Højdespring 1,99
- Guld 2015 Syvkamp inde 5036
- Sølv 2015 Højdespring inde 2,02
- Sølv 2015 Trespring inde 14,02